# Ordinariato para los fieles de rito oriental en España
El ordinariato para los fieles de ritos orientales en España (en latín: Ordinariatus pro christifidelibus orientalibus in Hispania degentibus) es una circunscripción eclesiástica de la Iglesia católica en España. Se trata de un ordinariato oriental, inmediatamente sujeto a la Santa Sede. Desde el 1 de marzo de 2024 su ordinario es el arzobispo cardenal José Cobo Cano.

## Territorio y jurisdicción

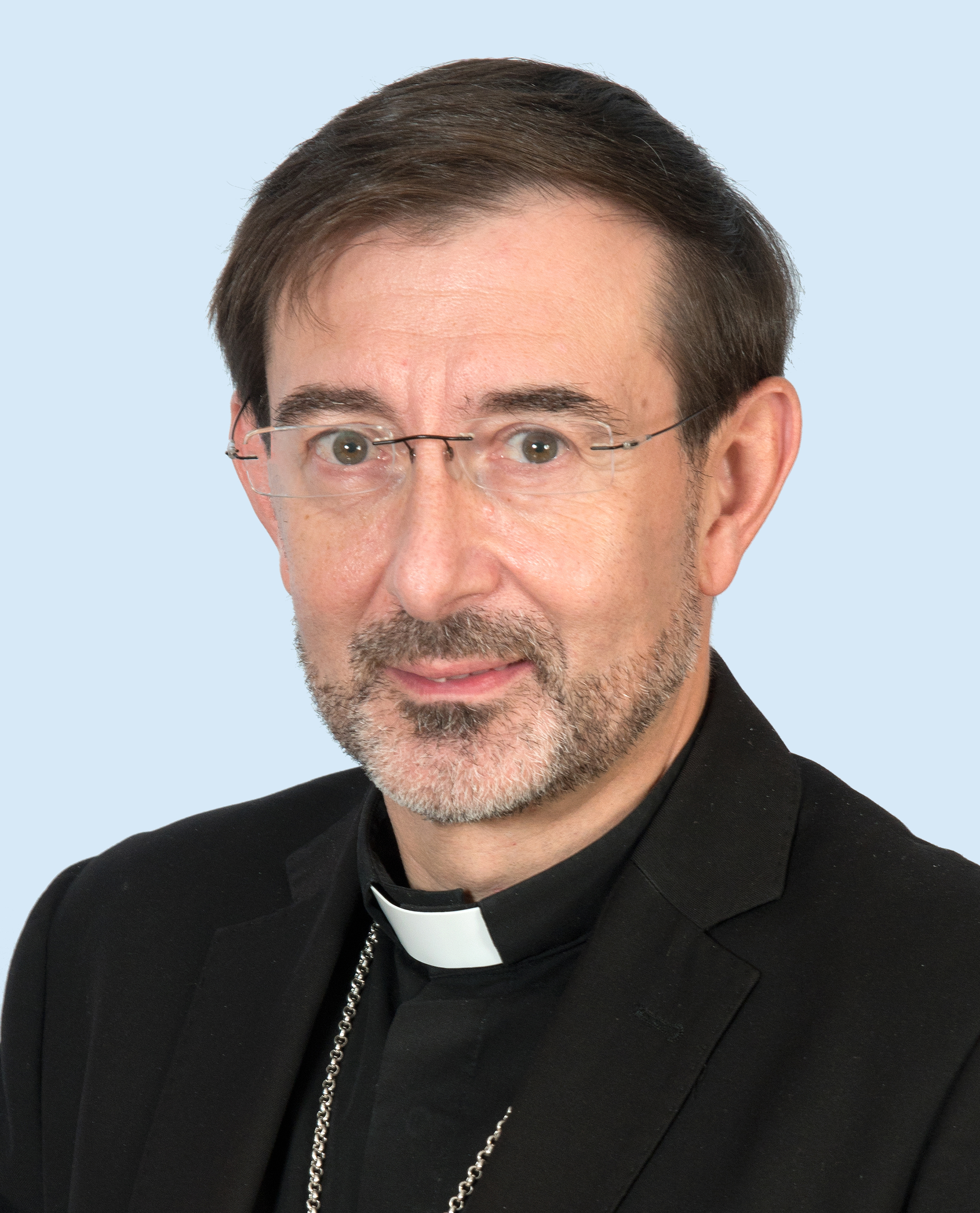
José Cobo Cano, ordinario para los fieles de rito oriental en España

El ordinariato tiene 505 944 km² y extiende su jurisdicción sobre los fieles católicos de ritos orientales residentes en todo el territorio de España. Al igual que el ordinariato para los fieles de rito oriental en Francia, el ordinario tiene una jurisdicción personal sobre los fieles orientales que es cumulativa con los obispos diocesanos, de quienes debe obtener consentimiento para las decisiones que atañen a sus respectivas diócesis, y que retienen jurisdicción secundaria en asuntos menores (a diferencia de otros ordinariatos orientales en lo que el ordinario tiene plena jurisdicción). Debe también requerir consentimiento de los primados y sínodos de las Iglesias orientales en las decisiones que las involucren y obtener de ellas el clero del ordinariato. 
La sede del ordinariato se encuentra en la ciudad de Madrid.
En 2021 en el ordinariato oriental existían 2 parroquias.
Los católicos orientales en España son principalmente de la Iglesia greco-católica ucraniana y de la Iglesia greco-católica rumana, ambas de rito bizantino. Hay también comunidades de la Iglesia católica siro-malabar. Una pequeña comunidad católica copta que había en España ya no existía al tiempo de erección del ordinariato, pues sus fieles emigraron a otros países de Europa.

### Iglesia greco-católica rumana
- Capellanía greco-católica rumana de Madrid. El 16 de marzo de 2009 el cardenal y arzobispo de Madrid Antonio María Rouco Varela designó al sacerdote Bogdan Vasile Buda como capellán responsable de la comunidad rumana de rito bizantino residente en la archidiócesis de Madrid. En abril de 2009 le asignó una capilla de la parroquia Nuestra Señora de las Angustias de Madrid para la atención pastoral de los fieles rumanos de rito bizantino de su arquidiócesis. La comunidad se denomina Capelania Greco-Catolică din Madrid Botezul Domnului (El Bautismo del Señor). El 1 de marzo de 2012 Bogdan Vasile Buda fue nombrado arcipreste (protopopul) por el cardenal primado de la Iglesia greco-católica rumana, Lucian Mureșan, y por el sínodo archiepiscopal mayor, pasando a ser responsable nacional de los fieles y sacerdotes greco-católicos rumanos de España (arciprestazgo greco-católico rumano de Madrid).[7] El arciprestazgo cuenta con 8 sacerdotes que atienden 2 parroquias y 6 capellanías:[8]
- Capellanía greco-católica rumana de Alicante en la diócesis de Orihuela-Alicante: en la iglesia de San Roque en Alicante, con misas una vez al mes en la iglesia de San Pedro y San Pablo de Torrevieja;[9]
- Capellanía greco-católica rumana de Almería en la diócesis de Almería: en la iglesia de la Sagrada Familia de Almería (Sfânta Familie);
- Diócesis de Ciudad Real: en la iglesia de los Remedios de Ciudad Real;
- Arquidiócesis de Granada: existente desde 2006, el sacerdote atiende en las comunidades de Castell de Ferro (iglesia parroquial Nuestra Señora del Carmen), Motril (en la iglesia del Carmen) y Granada (en la iglesia Virgen del Carmen, que cuenta con una pastoral con gitanos);
- Capellanía greco-católica rumana en Mallorca en la diócesis de Mallorca: una comunidad en el Oratori de san Telm en Palma de Mallorca;[10]
- Parroquia greco-católica rumana de San Nicolás en la diócesis de Calahorra y La Calzada-Logroño: en Calahorra (Parohia Greco-Catolică Română Sfântul Nicolae);[11]
- Parroquia greco-católica rumana de León en la diócesis de León: (Pogorârea Sfântului Spirit, en la iglesia del colegio de los Huérfanos Ferroviarios de León y en la capilla de Cáritas Diocesana de Benavente).

Comunidades menores sin sacerdote residente existen en las diócesis de Alcalá de Henares, Getafe y de Zamora.

### Iglesia greco-católica ucraniana
Las comunidades greco-católicas ucranianas cuentan con dos parroquias (Barcelona y Huelva), 23 sacerdotes y se hallan en las diócesis de:
- Diócesis de Albacete;
- Diócesis de Almería, comunidad de Campohermoso;
- Arquidiócesis de Barcelona, parròquia personal de Sant Josep, Santa Mònica i Sant Josafat;
- Diócesis de Cádiz y Ceuta;
- Diócesis de Cartagena, comunidad de Murcia;
- Diócesis de Córdoba;
- Diócesis de Cuenca;
- Diócesis de Gerona;
- Arquidiócesis de Granada, en la parroquia del Santo Ángel Custodio;[13]
- Diócesis de Huelva, cuentan desde 2015 con la parroquia de los Santos Cirilo y Metodio (templo propio)[14] de la que depende la comunidad de Sevilla (también con templo propio, la iglesia de las Hermanas de María Reparadora);
- Diócesis de Lérida;
- Arquidiócesis de Madrid, capellanía ucraniana con sede en la parroquia de Nuestra Señora del Buen Suceso con 2000 feligreses, de la que dependen las capellanías en las parroquias de Santa Teresa de Jesús de Getafe y Virgen de Belén de Alcalá de Henares;[15]
- Diócesis de Málaga;
- Diócesis de Mallorca, capellanía ucraniana en la iglesia de Santa Fe en Palma de Mallorca;[16]
- Diócesis de Orihuela-Alicante, comunidad en Torrevieja;
- Archidiócesis de Pamplona;
- Diócesis de Solsona;
- Archidiócesis de Tarragona;
- Diócesis de Urgel;
- Archidiócesis de Valencia;
- Diócesis de Vich, comunidades en Torelló y en Vich;
- Diócesis de Vitoria;
- Archidiócesis de Zaragoza;

El obispo Hlib Borys Sviatoslav Lonchyna fue visitador apostólico para los greco-católicos ucranianos en España desde el 4 de marzo de 2004 hasta el 7 de enero de 2009. Le sucedió desde el 19 de enero de 2009 el obispo titular de Egnazia, Dionisio Lachovicz, como visitador apostólico en Italia y España, nombrado por el papa Benedicto XVI y basado en Roma. En 2009 se estimaba que en España había 42 000 fieles en 45 comunidades de ucranianos de rito bizantino, atendidas por 17 sacerdotes. A partir de enero de 2017 Lachovicz fue solo visitador apostólico en Italia.

### Iglesia católica siro-malabar
En Madrid está la comunidad siro-malabar de Santo Tomás, de 180 miembros con sacerdote desde 2009, y otras cuatro comunidades en Barcelona, Granada, Toledo y Valladolid que suman otros 120 fieles, contando con diez sacerdotes y cuatro religiosas.

## Historia
Su erección responde al incremento de católicos orientales en territorio español, hasta entonces asistidos espiritualmente por las diversas diócesis latinas locales. La Conferencia Episcopal Española contaba ya con un departamento de atención pastoral a los fieles de ritos orientales, que en 2003 elaboró el documento Orientaciones para la atención pastoral de los católicos orientales en España.
Fue erigido el 4 de abril de 2016 en la audiencia que el papa Francisco concedió al cardenal prefecto Leonardo Sandri y dado a conocer el 9 de junio de 2016 por decreto Nobilis Hispaniae natio de la Congregación para las Iglesias Orientales, con la previsión de que su entrada en vigor no debía ocurrir antes del 9 de septiembre de 2016:

Qua de causa, in Audientia diei 4 mensis Aprilis currentis anni, referente Em.mo Leonardo Card. Sandri, huius Congregationis Praefecto, Sanctissimus Dominus Noster FRANCISCUS, Divina Providentia PP., unicum Ordinariatum pro omnibus fidelibus rituum orientalium in Hispania commorantibus constituere et erigere dignatus est, a proprio Ordinario moderandum (...)

A la vez fue nombrado primer ordinario el arzobispo de Madrid, Carlos Osoro Sierra, quien retuvo su cargo de arzobispo metropolitano:

Ad hoc Ordinarii munus, Eadem Sanctitas Sua Exc.mum P.D. Carolum Osoro Sierra, Archiepiscopum Matritensem, deputavit, facultate ipsi facta unum vel plures Vicarios Generales nominandi, praesertim pro fidelibus Ucrainis et Romenis (...)

En septiembre de 2016 el ordinariato fue puesto en vigencia y el 22 de ese mes el presbítero Andrés Martínez Esteban fue designado por Osoro Sierra como vicario general del ordinariato. 
Entre el 2 y 4 de mayo de 2017 el ordinario se reunió con los sacerdotes de los 3 ritos orientales presentes en España para avanzar en la constitución del ordinariato.
Al pasar a ser arzobispo emérito de Madrid el 12 de junio de 2023, Carlos Osoro Sierra retuvo su cargo como ordinario oriental de España hasta el 1 de marzo de 2024, fecha en la cual la Santa Sede aceptó su renuncia y nombre a José Cobo Cano (Arzobispo de Madrid), como nuevo ordinario oriental de España.

## Estadísticas
Según el Anuario Pontificio 2022 el ordinariato tenía a fines de 2021 un total de 75 900 fieles bautizados.
| Año                                                                             | Población            | Población | Población      | Sacerdotes | Sacerdotes    | Sacerdotes    | Bautizados por sacerdote | Diáconos permanentes | Religiosos | Religiosos | Parroquias |
| Año                                                                             | Bautizados católicos | Total     | % de católicos | Total      | Clero secular | Clero regular | Bautizados por sacerdote | Diáconos permanentes | Varones    | Mujeres    | Parroquias |
| ------------------------------------------------------------------------------- | -------------------- | --------- | -------------- | ---------- | ------------- | ------------- | ------------------------ | -------------------- | ---------- | ---------- | ---------- |
| 2019                                                                            | 75 200               |           |                | 48         | 3             | 45            | 1567                     |                      | 3          |            | 2          |
| 2021                                                                            | 75 900               |           |                | 48         | 3             | 45            | 1581                     |                      | 3          |            | 2          |
| Fuente: Catholic-Hierarchy, que a su vez toma los datos del Anuario Pontificio. |                      |           |                |            |               |               |                          |                      |            |            |            |

## Episcopologio
| Foto | Escudo | Titular                      | Título adicional            | Período            | Período            | Fin del cargo (razón)          |
| Foto | Escudo | Titular                      | Título adicional            | Inicio             | Fin                | Fin del cargo (razón)          |
| ---- | ------ | ---------------------------- | --------------------------- | ------------------ | ------------------ | ------------------------------ |
|      |        | Carlos cardenal Osoro Sierra | Arzobispo emérito de Madrid | 9 de junio de 2016 | 1 de marzo de 2024 | Aceptada su renuncia por edad. |
|      |        | José cardenal Cobo Cano      | Arzobispo de Madrid         | 1 de marzo de 2024 |                    |                                |